# Eosuchus
Eosuchus (cocodrilo del amanecer) es un género extinto de cocodrilo gavialoideo. Está entre los más basales de todos los gavialoideos, manteniendo el grupo corona en la superfamilia Gavialoidea, incluyendo los miembros anteriores como Thoracosaurus y Eothoracosaurus. Sus fósiles se han encontrado en Francia, así como el este de América del Norte, en Maryland, Virginia y Nueva Jersey (Estados Unidos). Los estratos de los cuales se han encontrado especímenes datan de las épocas del Paleoceno tardío y del Eoceno temprano.}

## Especies

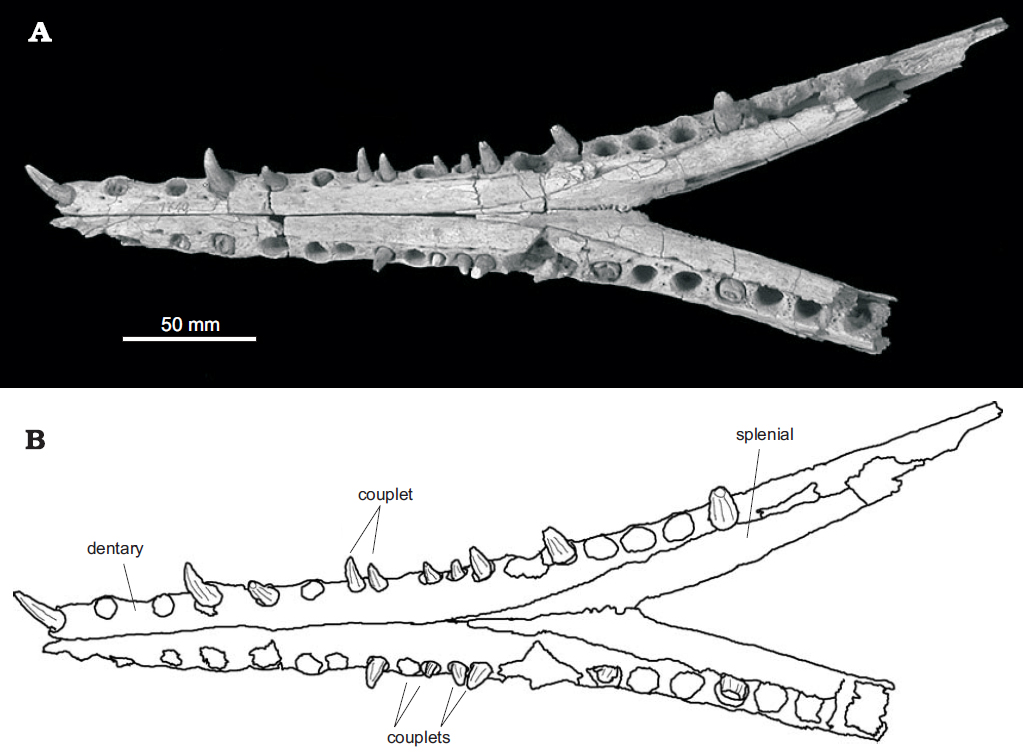
Mandíbula del holotipo.

El nombre Eosuchus fue utilizado por primera vez en 1907 para describir un solo espécimen encontrado del norte de Francia, cerca de la frontera belga, asignando el nombre a la especie E. lerichei. Una segunda especie, E. minor, fue nombrada en 2006 con material encontrado de los Estados Unidos, habiendo sido referido en el pasado a varios géneros diferentes de cocodrilos. E. minor difiere de E. lerichei sobre la base de un notablemente más ancho hueso nasal y prefrontal, posicionados por encima del cráneo, antes de los lagrimales.
Una nueva especie de Gavialis, G. minor, fue nombrada por Othniel Charles Marsh en 1870 sobre la base del espécimen YPM 282, que consiste en fragmentos craneales y vértebras aisladas encontradas en la Formación Manasquan, en el Condado de Monmouth, Nueva Jersey. La localidad se remonta al Ypresiense del Eoceno temprano. El nombre de la especie se refiere al relativamente pequeño tamaño estimado del animal, estimado en no más de 2 metros, pero cuando se compara con otros gavialoideos como el moderno gavial, que puede crecer hasta 5 metros de longitud.
Sin embargo, esta especie se reconoció más tarde como diferente de Gavialis sobre la base de ciertos aspectos del material craneal conocido, en particular el gran foramen aerum del cuadrado formado por el tubo epitelial que conecta las cámaras neumáticas del hueso cuadrado y articular. Otra característica diagnóstica pensada para distinguir la especie de Gavialis fue la estrecha barra interfenestral del hueso parietal, que es relativamente lisa y no esculpida en comparación con otros gavialoideos como Thoracosaurus. El nombre de Thecachampsoides fue propuesto para la especie G. minor en 1986. Una estrecha relación entre T. minor y Eosuchus lerichei siempre fue evidente, pero no fue hasta 2006 cuando se aplicó el nombre Eosuchus a los especímenes de T. minor, específicamente sobre la base de un espécimen bastante completo llamado NJSM 15437 de la Formación Vincetown en Nueva Jersey, de los cuales hay un cerebro visiblemente expuesto que ayuda mucho en la clasificación taxonómica del género. El examen de los especímenes de T. minor con los de E. lerichei arrojó muchas similitudes entre las dos especies, incluido el foramen aerum, así como otras características tales como un largo hueso nasal entre el hueso premaxilar, los alvéolos de la mandíbula dispuestos en pares y una tuberosidad basoccipital en forma de W.
Otro material que se ha encontrado en la Formación Aquia de Maryland y Virginia, que se remonta al Paleoceno temprano, tiende a ser más completo. Se conocen algunos especímenes encontrados en estas localidades a partir de cráneos casi completos que proporcionan una visión más detallada de la posición filogenética de Eosuchus y ayuda a distinguir E. minor de otros gavialoideos.
Históricamente, muchas otras especies de gavialoideos extintos han sido asignadas al género Gavialis (del cual es miembro el gavial moderno, G. gangeticus). Estas incluyen formas tales como Thoracosaurus.

## Filogenética
Eogavialis es a menudo conocido como un "toracosaurio", un grupo que se construyó para incluir muchas formas basales de gavialoideos que no pueden colocarse en ninguna familia específica propia, pero que no forman un verdadero clado. El género es distinto de las gavialoides Eogavialis y posteriores al Neógeno que todavía tienen una delgada lámina descendente colocada junto al pterigoide lateral.
Un análisis filogenético realizado en 1996 sugirió que Eosuchus puede estar estrechamente relacionado con los tomistominaes, como el Tomistoma actual. Hay más evidencia de esta relación que se puede encontrar en el húmero de estos cocodrilos; tanto Eosuchus como los tomistominos tienen una cresta deltopectoral profundamente cóncava, a diferencia de las crestas más triangulares de Gavialis. El contacto nasal-premaxilar y el número similar de dientes en el dentario y el maxilar también parecen sugerir que puede haber una relación estrecha entre el género y los tomistominos posteriores, aunque estas características representan condiciones más primitivas que cambiaron más tarde en la historia de gavialoideos. A pesar de esto, actualmente se acepta que una relación estrecha entre Eosuchus y los tomistominos no es el caso, y que las similitudes entre los dos pueden ser superficiales y que estas características son plesiomórficas para todos los gavialoideos, perdiéndose en miembros más derivados tales como el Gavialis moderno.

## Paleobiología

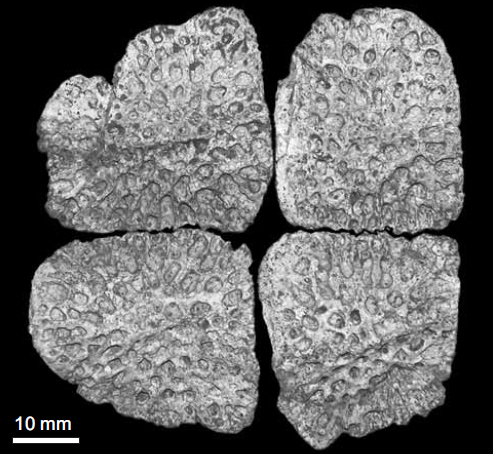
Osteodermos.

Los estratos a partir de los cuales se han encontrado ambas especies de Eosuchus se cree que se formaron en un ambiente marginal de deposición marina, y, por lo tanto, probablemente reflejen los entornos reales que habrían habitado estos animales. Se ha propuesto que los primeros gavialoideos originalmente eran formas costeras tolerantes a la sal, y la evidencia vista en el caso de Eosuchus es consistente con esta teoría. Un espécimen de E. minor de la Formación Aquia, USNM 299730, tiene una ostra fósil unida a la superficie dorsal del rostro.
El hecho de que las dos especies de Eosuchus vivieran a ambos lados del Océano Atlántico implica que estas poblaciones pueden haber estado separadas geográficamente una de la otra sin que necesariamente tengan que separarse estratigráficamente (es decir, si los rangos temporales de las dos especies coinciden entre sí). Más importante aún, los rangos biogeográficos separados de las dos especies pueden ser evidencia de un evento de dispersión transoceánica de un continente a otro. Dado que las edades presuntas de las localidades de las que se han encontrado especímenes son bastante similares aunque inexactas, actualmente no se sabe en qué continente se originó este evento de dispersión. Una reciente revaluación del material holotípico de E. lerichei, que en el pasado había sido poco estudiado, sugiere que es una especie más basal y, por lo tanto, habría sido el antecesor de E. minor en Europa.

## Otros taxones referidos aEosuchus
Un arcosauromorfo del Triásico fue originalmente llamado Eosuchus, aunque en realidad no tiene relación con el gavialoideo del mismo nombre. El nombre de este arcosauromorfo fue más tarde cambiado a Noteosuchus debido a que ya había sido usado.